# 2451 Dollfus
2451 Dollfus (1980 RQ) là một tiểu hành tinh vành đai chính được phát hiện ngày 2 tháng 9 năm 1980 bởi E. Bowell ở trạm Anderson Mesa thuộc Đài thiên văn Lowell.